# Георги Василев (кмет)
Вижте пояснителната страница за други личности с името Георги Василев.
Георги Василев е български администратор, кмет на Стара Загора в периода 20 октомври 1944 – 1 февруари 1947 г.

## Биография
Роден е през 1904 г. в Стара Загора. Средното си образование завършва в Стара Загора. След това учи три години в Дания във висше земеделско училище. След като приключва кметския му мандат работи в родния си град в Околийския и Окръжния комитет на ОФ. След това и като директор на СП „Комунални услуги“.